# Edoardo Porro
Edoardo Porro (Padova, 13 settembre 1842 – Milano, 18 luglio 1902) è stato un ginecologo e politico italiano, famoso per i suoi contributi nel campo dell'ostetricia e della ginecologia, poi nominato senatore.

## Biografia
Edoardo Porro nacque a Padova da una famiglia di origini lombarde il 13 settembre del 1842. Dopo qualche anno si trasferì con i genitori, Giovanni, un ingegnere del catasto, e Maria Anna Cassola, a Milano, dove trascorse la sua infanzia e studiò presso il Ginnasio Liceale dell'Arcidiocesi.
Si iscrisse all'università di Padova alla Facoltà di Medicina e Chirurgia nel 1860, conseguendo la laurea magistrale nell'agosto del 1865 con una prova scritta sulla Resezione delle ossa. Iniziò quindi la sua attività ospedaliera che fu però interrotta periodicamente a causa della sua attiva partecipazione al Risorgimento, insieme ad altri giovani studenti laureati.
Nell'agosto del 1867, dopo lo scoppio dell'epidemia di colera che colpì Milano e le campagne limitrofe, assistette attivamente i malati.
A tre anni dalla laurea, verso la fine del 1868, Porro iniziò la sua carriera nel campo dell'ostetrica grazie alla nomina a chirurgo assistente del reparto diretto da Pietro Lazzati presso l'Ospedale Maggiore di Milano. Dal marzo del 1871 all'ottobre del 1872, successivamente alla morte di Lazzati, diresse provvisoriamente la Regia Scuola Ostetrica e l'Ospizio di Maternità di Milano fino alla nomina del nuovo titolare, Domenico Chiara.

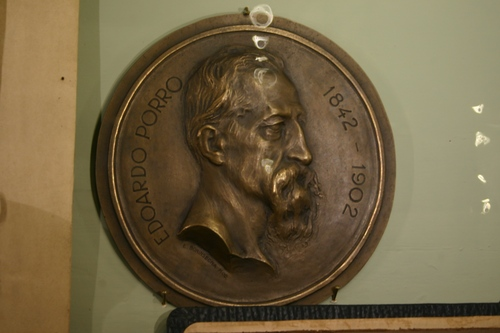
Fusione in bronzo, creata dallo scultore italiano Egidio Boninsegna, esposta al Museo per la Storia dell'Università di Pavia

Nel 1871 effettuando, a mani nude, una manovra manuale interna nell'apparato genitale di una paziente, finalizzata a sistemare la posizione del feto in vista del parto, Porro contrasse la sifilide, malattia che, malgrado avesse provato a curare per anni con ogni rimedio possibile, lo accompagnerà per il resto della vita, fino alla morte.
Nel periodo che va dal 1873 e il 1875 fu impegnato in un'intensa attività clinica, testimoniata da diverse pubblicazioni in ambito clinico-chirurgico, contenenti osservazioni riguardanti argomenti che andavano dalla pratica alla farmacologia ostetrica.
Il 24 novembre 1875 fu nominato professore ordinario di clinica ostetrica all'università di Pavia, dove ebbe l’opportunità di applicare le sue nuove tecniche operatorie; l’anno successivo infatti eseguì con successo il primo taglio cesareo con amputazione utero-ovarica.
L'attività privata a Milano che lo portava a ripetute assenze da Pavia, e i gravi problemi di salute, dovuti all'aggravarsi della sifilide, lo costrinsero dapprima a chiedere un congedo di due mesi e poi a lasciare definitivamente Pavia, nel novembre 1882, per tornare alla direzione della maternità dell'Ospedale Maggiore e della scuola ostetrica.
Appena tornato a Milano divenne membro del Consiglio degli istituti ospedalieri, e come tale si impegnò nella risistemazione dei nuovi padiglioni, arrivando anche a prefigurare l'istituzione a Milano di una nuova università che fu realizzata qualche anno più tardi grazie al suo successore e allievo Luigi Mangiagalli. Fece parte di numerose società filantropiche e scientifiche, fu membro dell'Istituto Lombardo Accademia di Scienze e Lettere e nel 1900 fu nominato presidente della Società Italiana di Scienze Naturali.
Morì il 18 luglio 1902, all'età di 60 anni, a causa della nefrite sifilitica, lasciando la moglie, Leopolda, e la figlia, Maria.

### Militanza Politica
Edoardo Porro fu un garibaldino convinto e nonostante fosse di una fede molto forte, fin da giovane partecipò attivamente al Risorgimento, combattendo contro il potere temporale del Papa, mettendo da parte periodicamente l'attività ospedaliera. Gli fu affidato l'incarico di medico aggiunto di battaglione nell'8º reggimento in Trentino nella Battaglia di Bezzecca nel 1866.
Partecipò successivamente anche alla spedizione di Mentana nel novembre del 1867 con lo scopo di completare l'Unità d'Italia. A seguito del fallimento di quest'ultimo evento bellico, Porro abbandonò definitivamente l'attività patriottica col fine di dedicarsi completamente a quella professionale.
Un grande senso della giustizia, e un profondo e sincero amore per la patria, lo incitarono ad aiutare e a manifestare la propria vicinanza ai reclusi politici dei moti del 1898, tant'è che assistette in carcere il giornalista Carlo Morussi.
Dall'11 giugno 1882 al 1889 fu consigliere comunale di Milano, successivamente venne nominato cavaliere e commendatore dell'ordine della corona e dell'ordine del SS. Maurizio e Lazzaro.
Il 20 novembre del 1891 venne nominato senatore.

## Attività scientifica

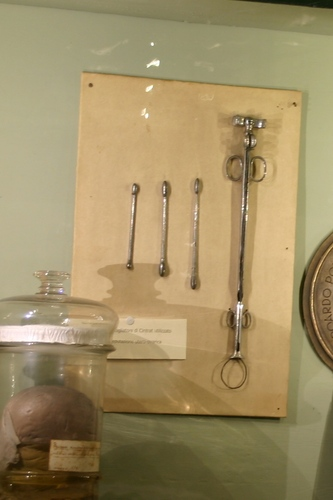
Strumenti utilizzati da Edoardo Porro durante l'intervento a Giulia Cavallini

Il nome di Porro è legato alla "amputazione cesarea utero-ovarica" che egli propose come complemento all'operazione di taglio cesareo con l'obiettivo di ridurre l'elevatissimo tasso di mortalità sia delle partorienti che dei nascituri, dovuto in particolare all'insorgere di fenomeni settici. Infatti quasi tutti gli interventi di parto cesareo compiuti su donna viva portavano al decesso della stessa. La causa principale di morte era l'emorragia e, qualora la madre fosse sopravvissuta alla perdita di sangue, moriva di sepsi che partivano dall'utero. Il parto cesareo era dunque una condanna a morte quasi certa per la madre.
L'intervento di Porro permise di rivoluzionare la storia del parto cesareo, attraverso una nuova tecnica in grado di "salvare sia la madre che il bambino".
La nuova operazione, consisteva nel far seguire al taglio cesareo l'asportazione dell'utero e degli annessi. L'innovazione proposta fu il risultato di lunghi e accurati lavori preparatori, nel corso dei quali Porro ricorse all'esperienza maturata in corsia e nelle visite in campagna e in città e al supporto di un folto gruppo di studiosi dell'epoca. Porro riuscì a ricomporre il quadro sintomatologico e il decorso della malattia a cui andavano incontro le partorienti di taglio cesareo, ed elaborò un'importante osservazione: nelle operazioni di laparotomia addominale l'apertura dell'addome non causava lo sviluppo di una sepsi fatale, la causa di morte nei parti era quindi collegata allo stato gravidico e all'utero. Da qui Porro ebbe la giusta intuizione che l'utero fosse la fonte principale di processi settici ed emorragie, complicanze che diventavano quasi del tutto assenti dopo l'asportazione dell'organo.
Su consiglio del fisiologo Eusebio Oehl eseguì l'operazione di amputazione degli organi riproduttivi su tre coniglie gravide: le coniglie sopravvissero, mentre i coniglietti morirono poco dopo poiché l'intervento fu eseguito quando i coniglietti erano ancora troppo poco maturi per vivere autonomamente. Questi esperimenti, però, aiutarono Porro a comprendere che l'operazione di estrazione dell'utero successivamente al parto cesareo fosse attuabile.

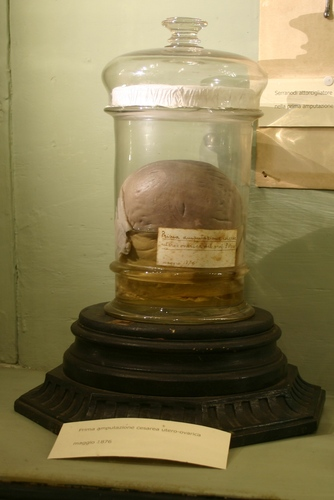
Utero asportato a Giulia Cavallini

La donna su cui Porro eseguì per la prima volta l'intervento fu Giulia Cavallini, una giovane madre affetta da una grave forma di rachitismo che aveva causato malformazioni del bacino così gravi da rendere impossibile un parto naturale, il bambino che aveva in grembo era sano ma era come “intrappolato in una prigione”; non vi era altra possibilità se non il parto cesareo.
Dopo essersi consultato con dei suoi colleghi, tra cui gli anatomisti Giovanni Zoja e Andrea Ranzoli, il chirurgo Angelo Mazzucchelli, e l'ostetrico Antonio Guelmi, decise di sperimentare la nuova tecnica sulla giovane madre.
L'operazione avvenne il 21 maggio 1876 nell'aula in cui le ostetriche seguivano le lezioni, dato che la clinica ostetrica e i reparti chirurgici posti nelle vicinanze della clinica erano invasi da malattie altamente contagiose quali la febbre puerperale e la gangrena nosocomiale, iniziò alle ore 16:40 e durò 43 minuti.
Fu un successo, si salvarono sia la bambina, che venne chiamata Maria Alessandrina Cesarina, sia la madre.
La tecnica elaborata da Porro si diffuse velocemente in tutta Italia, dove alcuni giornali come Il Patriotta, Il Pungolo e La Ragione diffusero la notizia della buon riuscita dell'intervento, anche se fu cosa poco gradita dallo stesso Porro, il quale avrebbe preferito discutere dell'intervento unicamente nei periodici scientifici, e infatti il 21 settembre 1876 ebbe la possibilità di descrivere l'intervento da lui effettuato ad un congresso organizzato a Torino dall'Associazione Medica Italiana.
Inoltre, il "taglio cesareo secondo Porro" si diffuse anche a livello internazionale, difatti medici affermati in tutta Europa, come Joseph Späth all'Università di Vienna, il quale fu il primo a replicare l'intervento dopo Porro il 22 giugno 1877, Adolphe Charles François Wasseige in Belgio, negli Stati Uniti, come Isaac Ebenezer Taylor a New York, e nel Messico, eseguirono con successo la tecnica.
Anche se la metodica venne successivamente aggiornata e quindi largamente soppiantata da procedure conservative, rese possibili in particolare dall'introduzione dell'antisepsi e poi dell'asepsi, il nuovo approccio chirurgico rappresentò all'epoca una conquista di particolare rilevanza per la salute delle puerpere e dei nascituri, attuando una doppia salvezza, e la tipologia di intervento introdotto da Porro viene ancora oggi utilizzata nei casi estremi in cui le emorragie uterine non possono essere fermate.

## Opere principali
- Risultati apparenti e risultati veri del parto precoce artificiale. Considerazioni e deduzioni pratiche, Milano 1871[24]
- Pelvi distocica, Milano 1873[25]
- Della amputazione utero-ovarica come complemento di taglio cesareo, Milano 1876[26]